# النعمان بن عصر
النعمان بن عصر (المتوفي سنة 12 هـ) صحابي من بلي من حلفاء بني معاوية بن مالك بن عوف من الأوس، وقيل اسمه لقيط. أسلم النعمان، وشهد مع النبي محمد المشاهد كلها. ثم شارك بعد وفاة النبي محمد في حروب الردة، وقُتل في معركة اليمامة. قال ابن ماكولا: «قيل: إنه شهد العقبة وبدرًا، وهو الذي قتله طليحة في الردة».

## نسبه
النعمان بن عصر بن عبيد بن وائلة بن الحارثة بن ضبيعة بن حرام بن جعل بن عمرو بن جشم بن وذم بن ذبيان بن هميم بن ذهل ين هني بن بلي بن عمرو بن الحاف بن قضاعة